# Эустресс
Эустре́сс (от др.-греч. εὖ — «хорошо» и англ. stress — «напряжение, давление, гнёт») означает полезный стресс — психологический, физический (например, физические упражнения), или биохимический/радиологический (гормезис). Термин был придуман эндокринологом Гансом Селье.
Это положительный когнитивный ответ на стресс, который не наносит вред здоровью, или дает чувство удовлетворения, или другие положительные чувства. Селье создал термин «подгруппа стресса», чтобы дифференцировать широкий спектр стрессоров и проявлений стресса.
Эустресс определяется не типом стрессора, а тем, как воспринимается этот стрессор. Эустресс возникает, когда индивид воспринимает стрессор как положительный вызов, а не отрицательную угрозу. Это может зависеть от текущих ощущений контроля, желательности, местоположения и времени стрессора. Для положительного восприятия стрессора нужно, чтобы цель выглядела для человека достижимой. Проявления эустресса — чувства осмысленности, надежды, уверенности в своих силах. Эустресс также положительно коррелирует с удовлетворением жизнью и благополучием.
Противоположный, негативный ответ на стресс называется дистрессом.